# SKV Feuerwehr Wien
SKV Feuerwehr Wien is een Oostenrijkse sportclub uit Donaustadt, een stadsdeel van de hoofdstad Wenen. De club is actief in atletiek, wielrennen, ijshockey en waterpolo. Van 1919 tot 1997 was de club ook actief in voetbal maar in 97 fusioneerde de voetbalafdeling met Polizei SV Wien en werd zo Polizei/Feuerwehr en van 2003 tot 2007 speelde de club onder de naam PSV Team für Wien.
De atletieksectie bracht al vele kampioenen voort en richt elk jaar de bekende brandweerloop in Wenen in.

## Geschiedenis voetbalafdeling
In 1919 werd de voetbalafdeling van de Sportvereins Feuerwehr opgericht en speelde aanvankelijk in de lagere klassen. In 1936 promoveerde de club naar de II. Liga Nord (tweede klasse). In seizoen 1936/37 kampte de club van het begin van het seizoen al tegen de degradatie en werd uiteindelijk met dertien punten voorlaatste. Een andere degradant dat jaar was latere fusiepartner Polizei SV.
In de volgende decennia trad de club niet meer in de schijnwerpers. In 1983 werd de club kampioen van de 1. Klasse en promoveerde zo voor één seizoen naar de Unterliga B. In 1986 keerde de club weer terug naar de Unterliga (vijfde klasse) en kon dit keer het behoud verzekeren en kon in 1991 opnieuw kampioen spelen vóór SC Weidling en SV Donau. Na de promotie naar de Wiener Stadtliga werd de club vijftiende in 1992 en degradeerde meteen weer. Na één seizoen Unterliga promoveerde SKV opnieuw.
Na de promotie begon de club een speelverbond met Brigittenauer SC onder de naam BSC Feuerwehr Wien. Ondanks dat de club elfde werd en het behoud verzekerde werd de samenwerking opgeheven. SKV degradeerde vrijwillig naar de 2. Klasse (zevende klasse) en bouwde een nieuw team op. In het eerste jaar werd de club meteen kampioen en in 1995/96 speelde de club weer in de Unterliga maar na het einde van dat seizoen degradeerde de club opnieuw vrijwillig naar de 2. Klasse.
In de zomer van 1996 begon de club samen te werken met Polizei SV, die dat jaar kampioen werd van de Unterliga. Op 23 juni 1997 legde SKV de boeken neer en fusioneerde met Polizei SV uit Kaisermühlen. Tot 2003 heette de fusieclub Polizei/Feuerwer en nam dan de naam PSV Team für Wien. In 2007 fusioneerde ook deze club, met Floridsdorfer AC en speelde verder onder de naam FAC Team für Wien.